# ليك (خرونينجن)
ليك Leek  بلدية هولندية تقع في الشمال الشرقي للبلاد بمقاطعة خرونينجن.

## طوبوغرافيا
خريطة طوبوغرافية هولندية لبلدية ليك ، يونيو 2015، (تقرأ بعد ثلاث نقرات على الخريطة)

## معرض صور

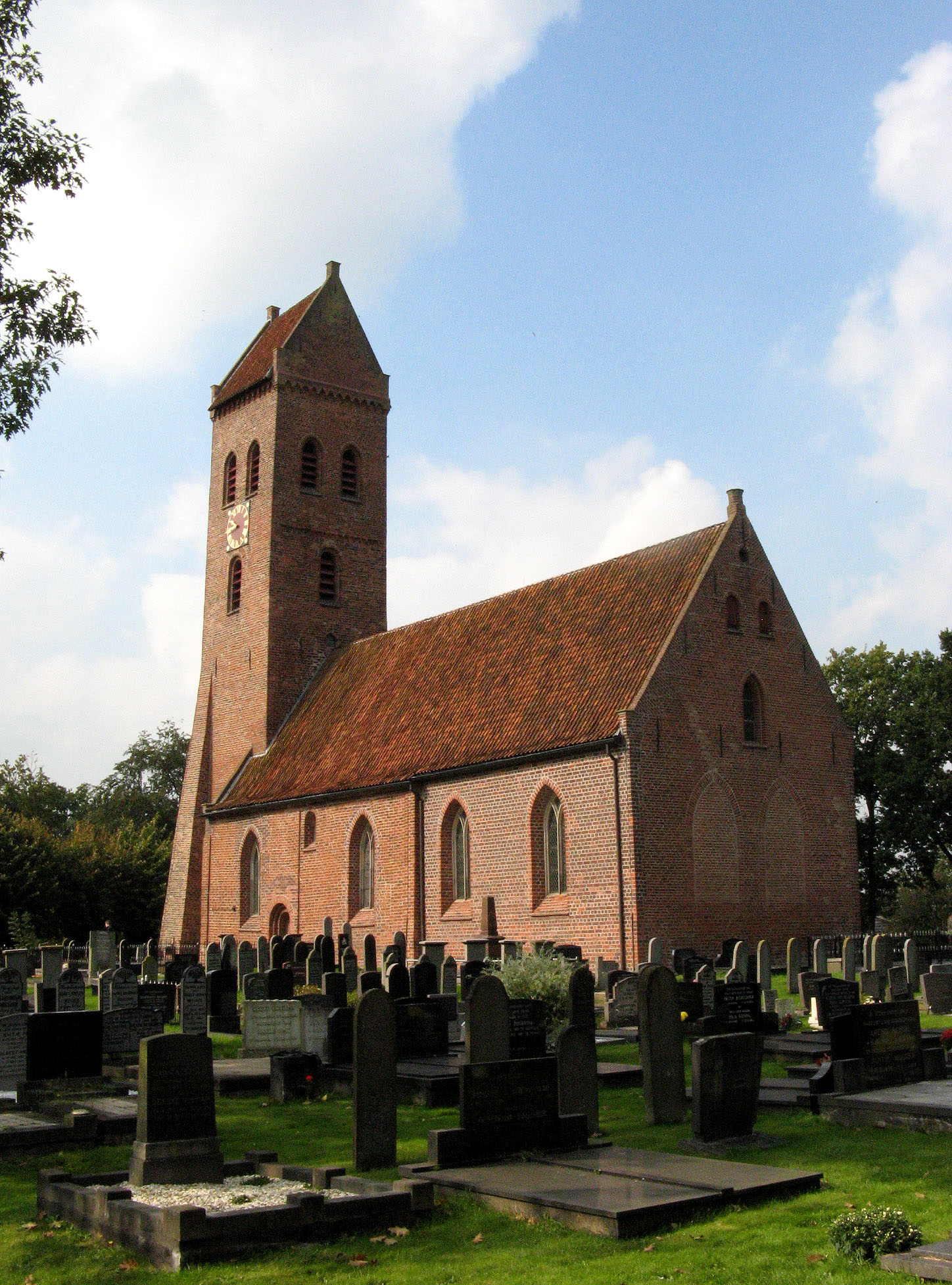
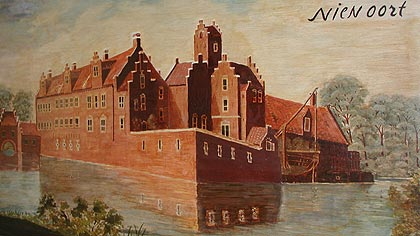
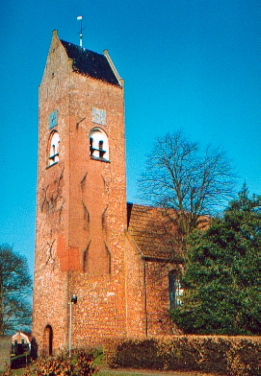
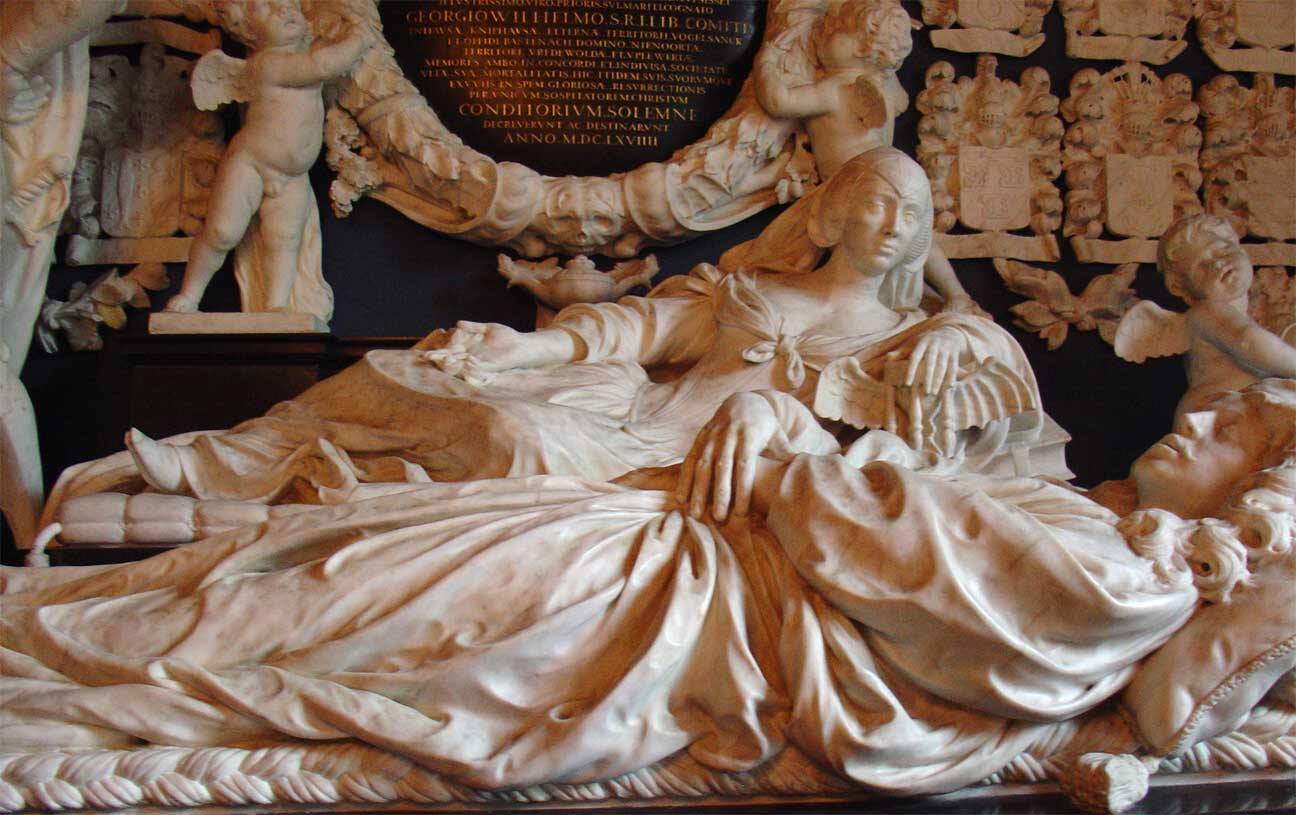